# Моника Зайкова
Моника Зайкова (на македонска литературна норма: Моника Зајкова) е политик от Северна Македония.

## Биография
Родена е на 21 февруари 1991 година в град Скопие, тогава в Социалистическа федеративна република Югославия. Завършва право в частния ФОН университет. На 15 юли 2020 година е избрана за депутат от Либерално-демократическата партия в Събранието на Северна Македония.